# 卡斯泰尔罗托
卡斯泰尔罗托（義大利語：Castelrotto），是意大利博尔扎诺-上阿迪杰自治省的一个市镇。总面积117平方公里，人口6456人，人口密度55.2人/平方公里（2009年）。ISTAT代码为021019。